# Anssi Kippo
Anssi Kippo (né le 4 septembre 1976) est un producteur de musique finlandais qui a fondé les Astia-studio en Finlande.

## Biographie
Anssi Kippo a produit et enregistré de nombreux artistes, avec notamment : Behexen, Children of Bodom, Horna, Impaled Nazarene, Insomnium, Norther, Twilightning…

## Artistes accompagnés
- 7th Legion
- Agonizer
- Anal Thunder
- Ango Tasso's Air Force
- Aparty
- Apshell
- Arkona
- Armour
- Asa
- Asylum 8
- Atakama
- Atomica
- Behexen
- Blaze Of Hate
- Blind Secrecy
- Blood Stain Child
- Bonkers, The
- Buicide
- Cain's Offering
- Carcadial
- Carcosa
- Children of Bodom
- Clamour
- Craydawn
- Dark Secret Love
- Devil Tears
- Disco Ensemble
- Discrepancy
- Dissector
- Divercia
- Dizzy
- Domination Black
- Dorgmooth
- Embreach
- Empyreon
- Endstand
- Entwine
- Evemaster
- Fängörn
- Fear Of Insomnia
- Felikss Kigelis
- Fiend
- Flippin Beans
- Forever Green
- Freak Throne
- Frozen Paradise
- Fudge Flounders
- Furnace
- Goon
- Gramary
- Grenouer
- Grimsome
- Guns Of Glory
- Hate Trend
- Hellbound
- High Hypnotic
- Horizon 8
- Horna
- Horsecore
- Hovi, Matti
- Icarus
- ID Exorcist
- Ikinae
- Iljin, Harri
- Imeläinen, Jonna
- Impaled Nazarene
- Inharmonic
- Insomnium
- IronicO
- Jellyfish Airbag
- Jellyfish Inn
- Kallio, Veeti
- KillVille
- Kiss Of The Dolls
- Korsuorkesteri
- Kuuma Muusa
- Lebedev, Alexand
- Litrosis
- Līvi
- Lullacry
- Lust, The
- Malpractice
- Manifest
- Marble Arch
- Markus Ja Hilja
- Mind Infection
- Mir Detyam
- Misanthrope
- Misanthrope Count Mercyful
- Mistreat
- Morbid Savouring
- Morning After
- Mors Principium Est
- Naumoff, Teemu
- Nechto
- Neglected Fields
- Norther
- Nothnegal
- Nurja
- Obferblut
- One Hidden Frame
- Otos-77
- Paho Laine
- Pakarinen, Hanna
- Palo, Hannu
- Passionworks
- Pest
- Piratoss
- Potero-orkesteri
- Raivola
- Rattle
- Republic Of Desire, The
- R.O.C.K.
- Rotten Sound
- Saari, Mikael
- Sanktio
- Satanation
- Save
- Serenity Dies
- Severnie Vrata
- Shamos
- Shed
- Shot, The
- Siissidös
- Silvercast
- Sinamore
- Sister Manik
- Smak
- Solerrain
- Stam1na
- Stigmata
- Strong Man Never Lose
- Svartby
- Symbol Of Obscurity
- T55
- Tacere
- Taipalsaaren Lauluveikot
- Tartharia
- Tearfall
- Tela
- Tent
- Teräsbetoni
- To/Die/For
- Turning Page
- Twilightning
- Two Wolves
- Unholy
- Upsidedown Underwater
- Valjakka, Lauri
- Valjakka, Seppo
- Verona Septima
- Virtuocity
- Vitikka, Mari
- Vlaskin, Maxim
- Watch Me Fall
- Wax Angel
- Widescreen Mode
- William
- Wisard
- WÖYH!
- Yearning
- Zymotic Symphony